# Список призёров зимних Олимпийских игр 1936

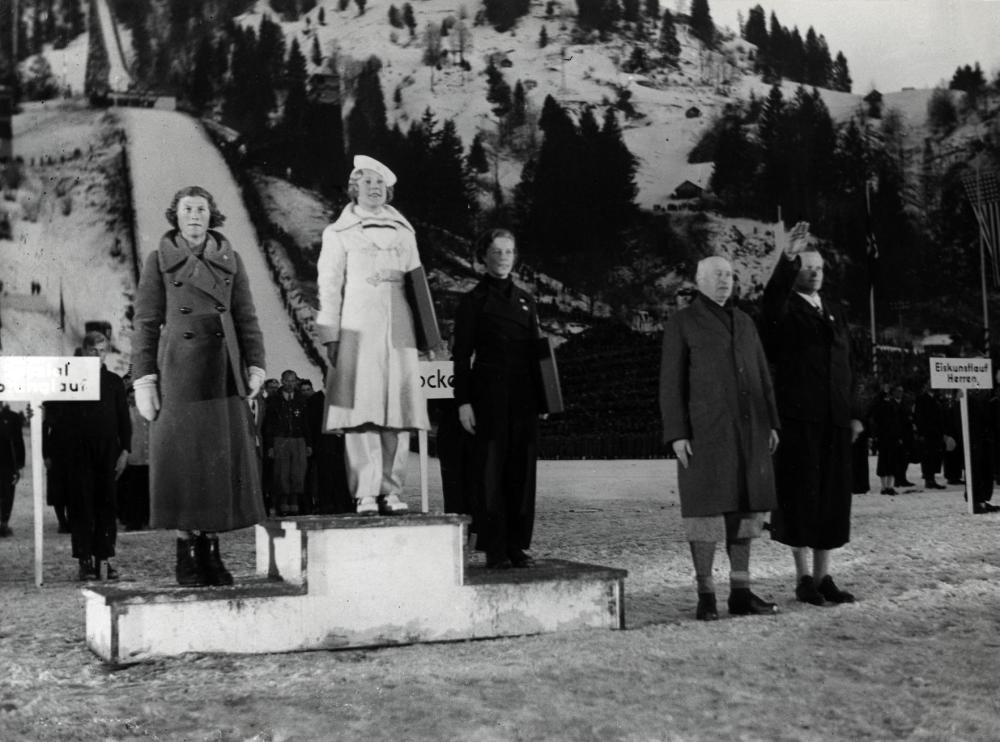
Церемония награждения призёров зимних Олимпийских игр 1936 года в женском одиночном фигурном катании. На пьедестале слева направо: Сесилия Колледж (GBR, 2-е место), Соня Хени (NOR, 1-е место) и Виви-Анн Хюльтен (SWE, 3-е место)

Ниже представлен список всех призёров зимних Олимпийских игр 1936 года, проходивших в немецком Гармиш-Партенкирхене с 6 по 16 февраля 1936 года. Всего в соревнованиях приняли участие 646 спортсменов из 28 национальных олимпийских комитетов (НОК). Было разыграно 17 комплектов наград в 8 видах спорта.
Олимпийская программа была изменена по сравнению с Олимпиадой в Лейк-Плэсиде 1932 года посредством включения соревнований в горнолыжном спорте у мужчин и женщин, а также мужской лыжной эстафеты. Были представлены два показательных вида спорта — айсшток (баварский кёрлинг) и соревнования военных патрулей. При этом соревнования военных патрулей, являвшиеся прообразом современного биатлона, в Гармиш-Партенкирхене в третий раз появились на зимней Олимпиаде в качестве демонстрационного вида спорта. В Играх принимали участие как мужчины, так и женщины, причём горнолыжный спорт стал первым лыжным видом программы, в котором участвовали женщины на зимних Олимпийских играх. В то же время женское одиночное и парное фигурное катание являлись частью олимпийской программы, начиная с первых зимних Олимпийских игр 1924 года.
В общей сложности 95 спортсменов завоевали медали на Играх. Норвегия возглавила неофициальный медальный зачёт с пятнадцатью медалями, семь из которых были золотыми. Швеция по количеству завоёванных медалей (7) заняла второе место, однако она имела на одну золотую медаль меньше, чем хозяйка Игр Германия, завоевавшая три золота и шесть медалей всего. Австрия, Финляндия, Германия, Великобритания, Норвегия, Швеция, Швейцария и США завоевали медали в более чем одной дисциплине. Спортсмены 11 из 28 участвовавших НОКов выиграли как минимум бронзовую медаль; спортсмены из восьми стран выиграли как минимум одно золото. Великобритания на зимних Олимпийских играх 1936 года неожиданно завоевала золотую медаль в хоккее с шайбой, которая для британцев остаётся единственной олимпийской наградой высшей пробы в этом виде спорте по сегодняшний день.
Соня Хени из Норвегии выиграла свою третью и последнюю золотую олимпийскую медаль в женском одиночном фигурном катании. Карл Шефер из Австрии также успешно защитил свой титул олимпийского чемпиона в мужском одиночном фигурном катании. Шведские спортсмены заняли весь пьедестал в лыжной гонке на 50 км, как и норвежцы в лыжном двоеборье. Норвежец Ивар Баллангруд стал самым успешным спортсменом на этой Олимпиаде, выиграв три золота и серебро в конькобежном спорте и всего за свою карьеру завоевав 7 олимпийских медалей. Среди других обладателей нескольких медалей были Оддбьёрн Хаген из Норвегии (одно золото, два серебра), Эрнст Байер из Германии (одно золото, одно серебро), Йозеф Берли из Швейцарии (одно золото, одно серебро), Эрик Аугуст Ларссон из Швеции (одно золото, одна бронза), Биргер Васениус из Финляндии (два серебра, одна бронза), Олаф Хоффсбаккен из Норвегии (два серебра), Фриц Файерабенд из Швейцарии (два серебра) и Сверре Бродаль из Норвегии (одно серебро, одна бронза).

## 

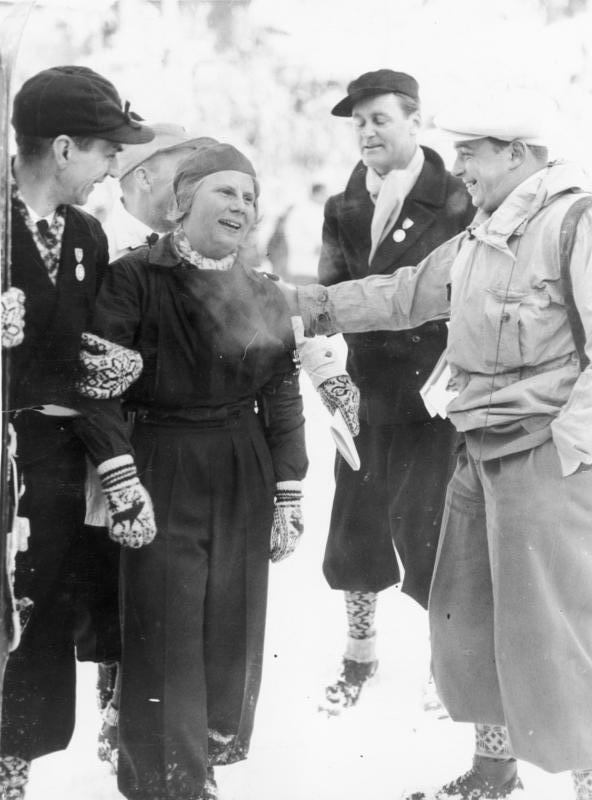
Норвежка Лайла Шу Нильсен, бронзовая медалистка в женской комбинации в горнолыжном спорте

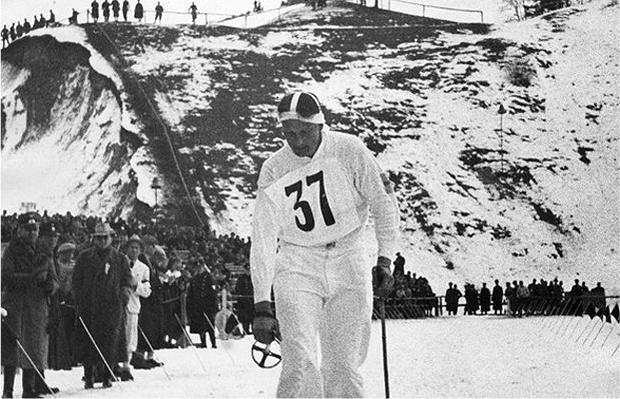
Швед Элис Виклунд победил в лыжной гонке на 50 км

## Бобслей
| Дисциплина        | Золото                                                                           | Серебро                                                                                | Бронза                                                                                        |
| ----------------- | -------------------------------------------------------------------------------- | -------------------------------------------------------------------------------------- | --------------------------------------------------------------------------------------------- |
| Мужчины: двойки   | СШАСША I - Айвен Браун - Алан Уошбонд                                            | ШвейцарияШвейцария II - Фриц Файерабенд - Йозеф Берли                                  | СШАСША II - Джилберт Колгейт - Ричард Лоуренс                                                 |
| Мужчины: четвёрки | ШвейцарияШвейцария II - Пьер Мюзи - Арнольд Гартманн - Шарль Бувье - Йозеф Берли | ШвейцарияШвейцария I - Рето Кападрутт - Ганс Айхеле - Фриц Файерабенд - Ханс Бютикофер | ВеликобританияВеликобритания I - Фредерик Макэвой - Джеймс Кардно - Гай Дагдейл - Чарльз Грин |

## Горнолыжный спорт
| Дисциплина          | Золото                 | Серебро                 | Бронза                    |
| ------------------- | ---------------------- | ----------------------- | ------------------------- |
| Мужчины: комбинация | Франц Пфнюр Германия   | Густав Ланчнер Германия | Эмиль Алле Франция        |
| Женщины: комбинация | Кристль Кранц Германия | Кете Гразеггер Германия | Лайла Шу Нильсен Норвегия |

## Конькобежный спорт
| Дисциплина            | Золото                   | Серебро                   | Бронза                    |
| --------------------- | ------------------------ | ------------------------- | ------------------------- |
| Мужчины: 500 метров   | Ивар Баллангруд Норвегия | Георг Крог Норвегия       | Лео Фрайзингер США        |
| Мужчины: 1500 метров  | Шарль Матисен Норвегия   | Ивар Баллангруд Норвегия  | Биргер Васениус Финляндия |
| Мужчины: 5000 метров  | Ивар Баллангруд Норвегия | Биргер Васениус Финляндия | Антеро Ояла Финляндия     |
| Мужчины: 10000 метров | Ивар Баллангруд Норвегия | Биргер Васениус Финляндия | Макс Штипль Австрия       |

## Лыжное двоеборье
| Дисциплина                           | Золото                  | Серебро                  | Бронза                  |
| ------------------------------------ | ----------------------- | ------------------------ | ----------------------- |
| Мужчины: нормальный трамплин / 18 км | Оддбьёрн Хаген Норвегия | Олаф Хоффсбакен Норвегия | Сверре Бродаль Норвегия |

## Лыжные гонки
| Дисциплина                | Золото                                                                   | Серебро                                                                        | Бронза                                                                    |
| ------------------------- | ------------------------------------------------------------------------ | ------------------------------------------------------------------------------ | ------------------------------------------------------------------------- |
| Мужчины: 18 км            | Эрик Аугуст Ларссон Швеция                                               | Оддбьёрн Хаген Норвегия                                                        | Пекка Ниеми Финляндия                                                     |
| Мужчины: 50 км            | Элис Виклунд Швеция                                                      | Аксель Викстрём Швеция                                                         | Нильс-Юэль Энглунд Швеция                                                 |
| Мужчины: эстафета 4×10 км | Финляндия - Калле Ялканен - Клаэс Карппинен - Матти Ляхде - Суло Нурмела | Норвегия - Сверре Бродаль - Оддбьёрн Хаген - Олаф Хоффсбаккен - Бьярне Иверсен | Швеция - Юн Бергер - Артур Хоггблад - Эрик Аугуст Ларссон - Мартин Матсбу |

## Прыжки на лыжах с трамплина
| Дисциплина | Золото               | Серебро              | Бронза                   |
| ---------- | -------------------- | -------------------- | ------------------------ |
| Мужчины    | Биргер Рууд Норвегия | Свен Эрикссон Швеция | Рейдар Андерсен Норвегия |

## Фигурное катание
| Дисциплина                | Золото                                | Серебро                              | Бронза                                 |
| ------------------------- | ------------------------------------- | ------------------------------------ | -------------------------------------- |
| Мужское одиночное катание | Карл Шефер Австрия                    | Эрнст Байер Германия                 | Феликс Каспар Австрия                  |
| Женское одиночное катание | Соня Хени Норвегия                    | Сесилия Колледж Великобритания       | Виви-Анн Хюльтен Швеция                |
| Парное катание            | Германия - Макси Гербер - Эрнст Байер | Австрия - Ильзе Паузин - Эрик Паузин | Венгрия - Эмилия Роттер - Ласло Соллаш |

## Хоккей
| Дисциплина     | Золото | Серебро | Бронза |
| -------------- | --- | --- | --- |
| Мужской турнир | Великобритания - Александр Арчер - Джеймс Борлэнд - Эдгар Бренчли - Джон Дэйви - Гордон Дэйлли - Джон Кауэрд - Джон Килпэтрик - Арчибальд Стинчкомб - Роберт Уаймэн - Джеймс Фостер - Джеймс Чэппелл - Карл Эрхардт | Канада - Максвелл Дикон - Уолтер Китчен - Рэймонд Милтон - Фрэнсис Мур - Херман Мюррей - Дэвид Невилл - Артур Нэш - Ральф Сен-Жермен - Александр Синклер - Уильям Томсон - Хью Фаркухарсон - Кеннет Фармер - Джеймс Хэггарти | США - Джон Гаррисон - Огаст Каммер - Филип Лабатт - Джон Лакс - Томас Мун - Элбридж Росс - Пол Роу - Гордон Смит - Фрэнсис Спейн - Фрэнсис Шонесси |

## Лидеры по медалям

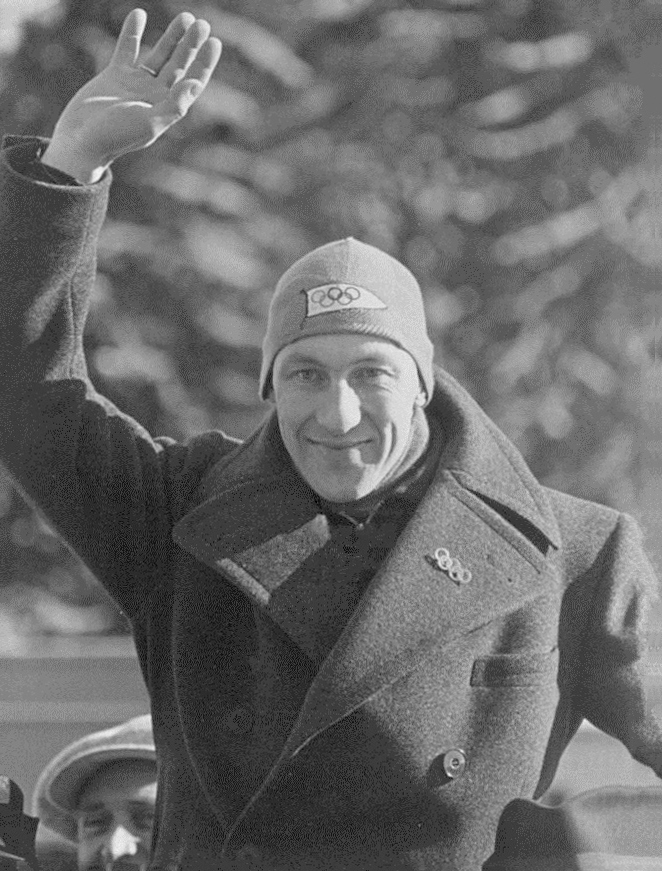
Ивар Баллангруд

На зимних Олимпийских играх 1936 года в Гармиш-Партенкирхене 9 спортсменам удалось завоевать более одной медали. Лидером как по количеству золотых медалей (3), так и по количеству медалей в целом (4) стал норвежский конькобежец Ивар Баллангруд.
В таблице ниже представлены спортсмены, завоевавшие более одной медали.
| Спортсмен           | Страна    | Вид спорта                      | Золото | Серебро | Бронза | Всего |
| ------------------- | --------- | ------------------------------- | ------ | ------- | ------ | ----- |
| Ивар Баллангруд     | Норвегия  | Конькобежный спорт              | 3      | 1       | 0      | 4     |
| Оддбьёрн Хаген      | Норвегия  | Лыжные гонки и лыжное двоеборье | 1      | 2       | 0      | 3     |
| Эрнст Байер         | Германия  | Фигурное катание                | 1      | 1       | 0      | 2     |
| Йозеф Берли         | Швейцария | Бобслей                         | 1      | 1       | 0      | 2     |
| Эрик Аугуст Ларссон | Швеция    | Лыжные гонки                    | 1      | 0       | 1      | 2     |
| Биргер Васениус     | Финляндия | Конькобежный спорт              | 0      | 2       | 1      | 3     |
| Фриц Файерабенд     | Швейцария | Бобслей                         | 0      | 2       | 0      | 2     |
| Олаф Хоффсбаккен    | Норвегия  | Лыжные гонки и лыжное двоеборье | 0      | 2       | 0      | 2     |
| Сверре Бродаль      | Норвегия  | Лыжные гонки и лыжное двоеборье | 0      | 1       | 1      | 2     |